# Christian August Gottlieb Göde
Christian August Gottlieb Göde (auch Goede; * 20. Februar 1774 in Dresden; † 2. Juli 1812 in Göttingen) war ein deutscher Rechtswissenschaftler und Hochschullehrer.

## Leben
Göde studierte an der Universität Leipzig und wurde dort zum Dr. iur. promoviert. Im Anschluss begleitete er von 1802 bis 1805 den Legationsrat Ernst von Blümner nach Großbritannien. Zurückgekehrt erhielt er von der Universität Jena eine außerordentliche Professur der Philosophie sowie der Rechtswissenschaft.
Göde floh 1806 aus Angst vor den französischen Truppen von Jena nach Göttingen, denn er hatte einen Aufsatz verfasst, von dem er ausging, dass Napoleon ihn sanktionieren könnte. An der Universität Göttingen erhielt er 1807 eine ordentliche Professur der Rechtswissenschaft. Allerdings verstarb er bereits nach wenigen Amtsjahren.

## Werke (Auswahl)
- England, Wales, Irland und Schottland. 5 Bände, Arnold, Dresden 1804.
- Jus Germanicum privatum in usum lectionum academicarum, 1806.
- Lehrbuch des Lehnrechts, Dieterich, Göttingen 1808 (angefangen von Karl Wilhelm Paetz, vollendet von Göde).